# Wolfgang Sühnholz
Wolfgang Sühnholz (Berlino, 14 settembre 1946 – 27 settembre 2019) è stato un calciatore tedesco con cittadinanza statunitense, di ruolo centrocampista e attaccante.

## Biografia
Nato a Berlino nel 1946, aveva anche cittadinanza statunitense per via dei suoi antenati.
Lasciato il calcio giocato si stabilì ad Austin, Texas, dove divenne uno dei fautori dello sviluppo del gioco del calcio nella capitale texana.

## Carriera

### Calciatore
Si forma calcisticamente nell'Hertha Zehlendorf, con cui gioca anche due stagioni nella serie cadetta tedesca. Nella stagione 1970-1971 passa al RW Oberhausen, nella massima serie tedesca. La stagione si conclude con la salvezza del club renano e, le buone prestazioni sul campo gli valgono la chiamata dal prestigioso Bayern Monaco.
Con il club bavarese vince da protagonista la Fußball-Bundesliga 1971-1972 e nella stessa stagione segnò il cinquecentesimo goal del club nella Bundesliga nella vittoria per 4-2 contro il Werder Brema dell'8 aprile 1972. 
In ambito continentale con la sua squadra partecipa alla Coppa delle Coppe 1971-1972, giungendo a disputare le semifinali, perse poi contro i futuri campioni del Rangers.
Nel 1973 si rompe una gamba e questo inficerà il prosieguo della sua carriera. La seconda stagione in Baviera lo vedrà ai margini della rosa e l'esperienza si concluderà con la cessione agli svizzeri del Grasshoppers. Con il club di Zurigo otterrà il secondo posto nella Lega Nazionale A 1973-1974
Nella stagione 1974-1975 torna a giocare nella massima serie tedesca, in forza al TeBe Berlino, con cui retrocede nella serie cadetta al termine del campionato.
Nel 1975 si trasferisce negli Stati Uniti d'America per giocare nei Boston Minutemen, franchigia della NASL. Nel campionato 1975 vince con i Minutemen il proprio girone ma si ferma ai quarti di finale nei playoff. Nel corso della stagione seguente passa ai Vancouver Whitecaps e poi ai Toronto Metros-Croatia. Con il club canadese gioca la finale del torneo contro i Minnesota Kicks, vincendo per 3-0 e aggiudicandosi il titolo di miglior giocatore della partita.
L'anno dopo passa ai L.V. Quicksilvers, con cui non supera la fase a gironi del torneo nordamericano. Nel campionato 1978 passa ai L.A. Aztecs, che lascerà nel corso del torneo per giocare nei California Surf. Con i californiani giocherà sino al 1980, non riuscendo mai a superare gli ottavi di finale dei playoff con il suo club.
Contemporaneamente al calcio si dedicò anche all'indoor soccer, giocando con i L.A. Aztecs ed i New York Arrows, con cui vince la Major Indoor Soccer League 1979-1980.

### Allenatore
Lasciato il calcio giocato si trasferisce ad Austin, giuntovi per tenere inizialmente solo un "Soccer Camp" per Hubert Vogelsinger, già suo allenatore ai Minutemen. Stabilitosi nella capitale texana, allena nell'indoor soccer. Dagli anni '90 del XX secolo entrò nel giro delle nazionali giovanili statunitensi, divenendo dal 1999 al 2001 allenatore della nazionale Under-20 degli Stati Uniti d'America. Sühnholz guidò i ragazzi stelle e strisce nel mondiale Under-20 2001, disputatosi in Argentina, superando la fase a gironi ma fermandosi agli ottavi contro l'Egitto.
Tra il 2008 ed il 2009 è alla guida dell'under 23 dell'Austin Aztex.

## Palmarès

### Calcio
- Campionato tedesco: 1

Bayern Monaco: 1971-1972
- Campionato NASL: 1

Toronto M.-Croatia: 1976

### Indoor soccer
- MISL: 1

New York Arrows: 1980